# Mistrovství světa v atletice 2011 – Ženy 100 metrů
 Běh na 100 metrů žen na Mistrovství světa v atletice 2011 se uskutečnil 27., 28. a 29. srpna. Ve finálovém běhu zvítězila americká sprinterka Carmelita Jeterová s časem 10,90 s.

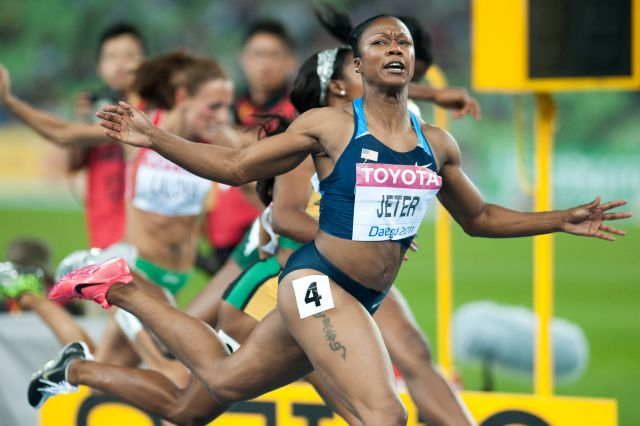
doběh závodu

## Výsledky finálového běhu
| *                | jméno                         | země              | čas   |
| ---------------- | ----------------------------- | ----------------- | ----- |
| Zlatá medaile    | Carmelita Jeterová            | USA               | 10,90 |
| Stříbrná medaile | Veronica Campbellová-Brownová | Jamajka           | 10,97 |
| Bronzová medaile | Kelly-Ann Baptisteová         | Trinidad a Tobago | 10,98 |
| 4                | Shelly-Ann Fraserová-Pryceová | Jamajka           | 10,99 |
| 5                | Blessing Okagbareová          | Nigérie           | 11,12 |
| 6                | Kerron Stewartová             | Jamajka           | 11,15 |
| 7                | Ivet Lalovová                 | Bulharsko         | 11,27 |
| 8                | Marshevet Myersová            | USA               | 11,33 |